# Jüdischer Friedhof (Kaiserslautern)
Der Jüdische Friedhof Kaiserslautern ist ein gut erhaltener Jüdischer Friedhof in Kaiserslautern in Rheinland-Pfalz. Er ist ein geschütztes Kulturdenkmal.

## Beschreibung

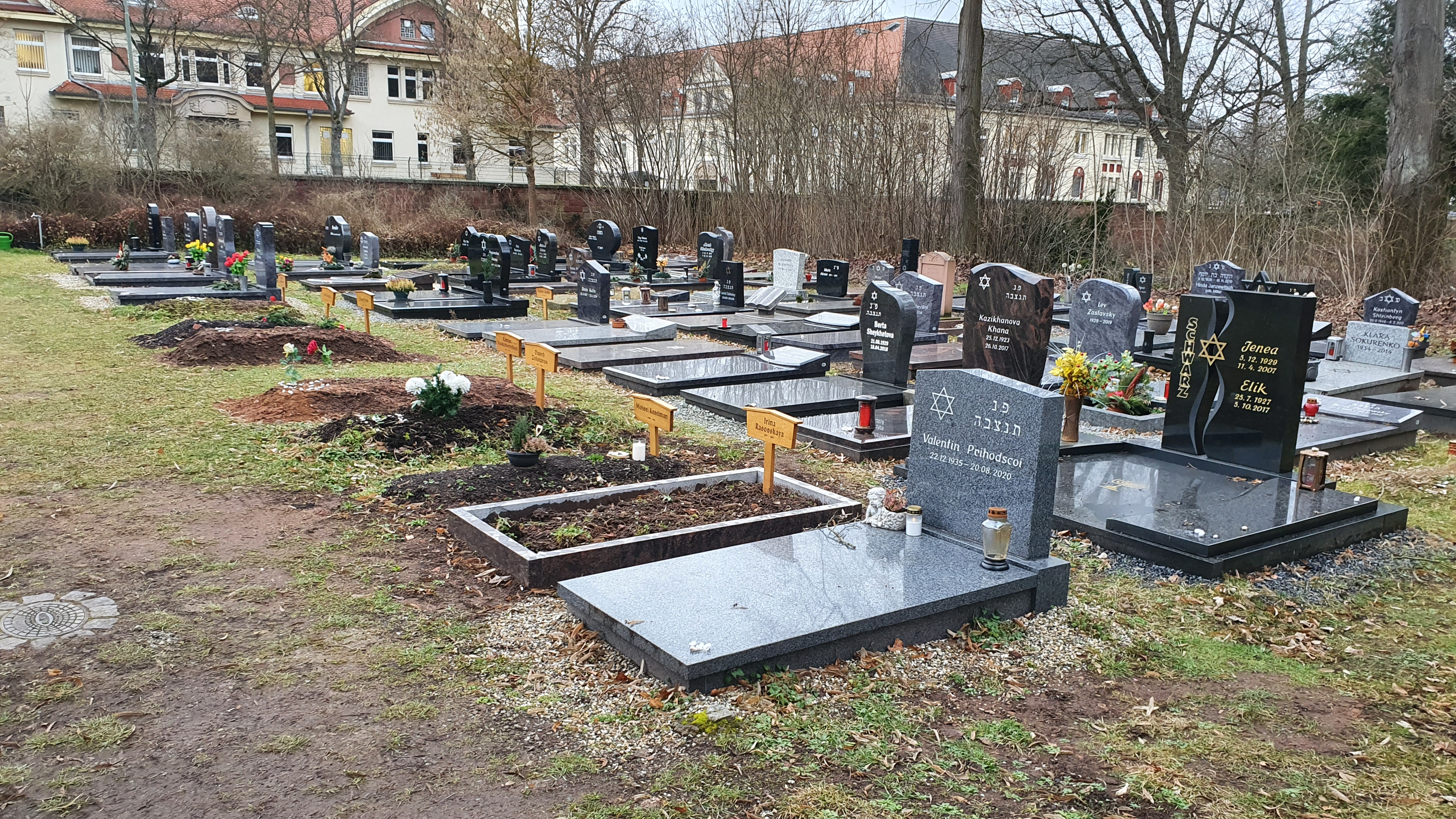
Neuer jüdischer Friedhof, Kaiserslautern Hauptfriedhof

Der jüdische Friedhof befindet sich im christlichen Friedhof, dem Hauptfriedhof der Stadt Kaiserslautern seit 1873. Dieser liegt zwischen der Mannheimer Straße (= B 37) und der Donnersbergstraße. Auf dem jüdischen Friedhof befinden sich auf einer Fläche von 3300 m² ca. 550 Grabsteine in 39 Reihen. Durch den Zuzug jüdischer Bürger aus den Ländern Osteuropas bestand auch ein weiterer Bedarf an Belegungsflächen auf dem Friedhof. 2009 wurde der neue jüdische Friedhof eingeweiht.

## Geschichte
1858 fand die erste Bestattung auf dem neu eingerichteten jüdischen Friedhof, gelegen „Am Kahlenberg“, statt. 447 Grabsteine aus den Jahren 1858 bis 1945 sind erhalten; ca. 100 wurden von 1945 bis heute (2009) für jüdische Verstorbene aus der ehemaligen Sowjetunion gesetzt. 
In den Jahren 1928, 1931 und 1999 wurde der Friedhof geschändet: Grabsteine wurden demoliert oder umgestürzt.